# Huntingdon
Huntingdon ist ein Ort in der englischen Grafschaft Cambridgeshire in East Anglia. Die Stadt war der Verwaltungssitz der früheren Grafschaft Huntingdonshire. Heute ist sie Verwaltungssitz des Distrikts Huntingdonshire. In Huntingdon leben 23.732 Menschen (Zensus 2011).

## Lage
Der Ort liegt am Fluss Great Ouse. In Huntingdon liegt die größte Aue Englands, Portholme Meadow, die ca. 1 km² groß ist und viele seltene Gräser, Blumen und Libellen beheimatet. Sie ist außerdem ein großes natürliches Überschwemmungsgebiet.

## Besonderheiten
Bekannt ist Huntingdon als Geburtsort von Oliver Cromwell.
Darüber hinaus ist Huntingdon durch das dort ansässige Tierversuchslabor Huntingdon Life Sciences bekannt geworden, das wegen zahlreicher Verstöße gegen das Tierschutzgesetz (grausamer Missbrauch u. a. von Hunden und Menschenaffen) in internationaler Kritik, vor allem durch die Gruppe Stop Huntingdon Animal Cruelty, steht. Des Weiteren ist der Ort Sitz von Quad Electroacoustics.
In Huntingdon war von 1971 bis 2012 der Rennwagenhersteller Lola Cars ansässig, der 1997 auch ein Formel-1-Team unterhielt.

## Städtepartnerschaften
Huntingdon unterhält eine Städtepartnerschaft mit folgenden Städten:
- Salon-de-Provence, Frankreich
- Szentendre, Ungarn
- Wertheim, Deutschland

## Persönlichkeiten
- Oliver Cromwell (1599–1658) – Politiker und Feldherr
- Richard Cromwell (1626–1712) – Politiker und Lordprotektor
- Henry Cromwell (1628–1674) – Sohn Oliver Cromwells und Lord Deputy of Ireland
- Michael Foster (1836–1907) – Physiologe
- Richard Frith (* 1949) – anglikanischer Theologe; Bischof von Hereford
- Terry Reid (1949–2025) – Rocksänger und Gitarrist
- Oliver Gavin (* 1972) – Autorennfahrer
- Jamie Lidell (* 1973) – Musiker und Sänger
- Iwan Thomas (* 1974) – Sprinter
- Kelley Haniver (* 1977) – Leichtathletin, Skilangläuferin und Biathletin
- Charlotte Taylor (* 1985) – Ruderin
- Giles Scott (* 1987) – Segler
- Himesh Patel (* 1990) – Schauspieler
- Todd Kane (* 1993) – Fußballspieler
- Daniel Bethell (* 1996) – Badmintonspieler

## Galerie

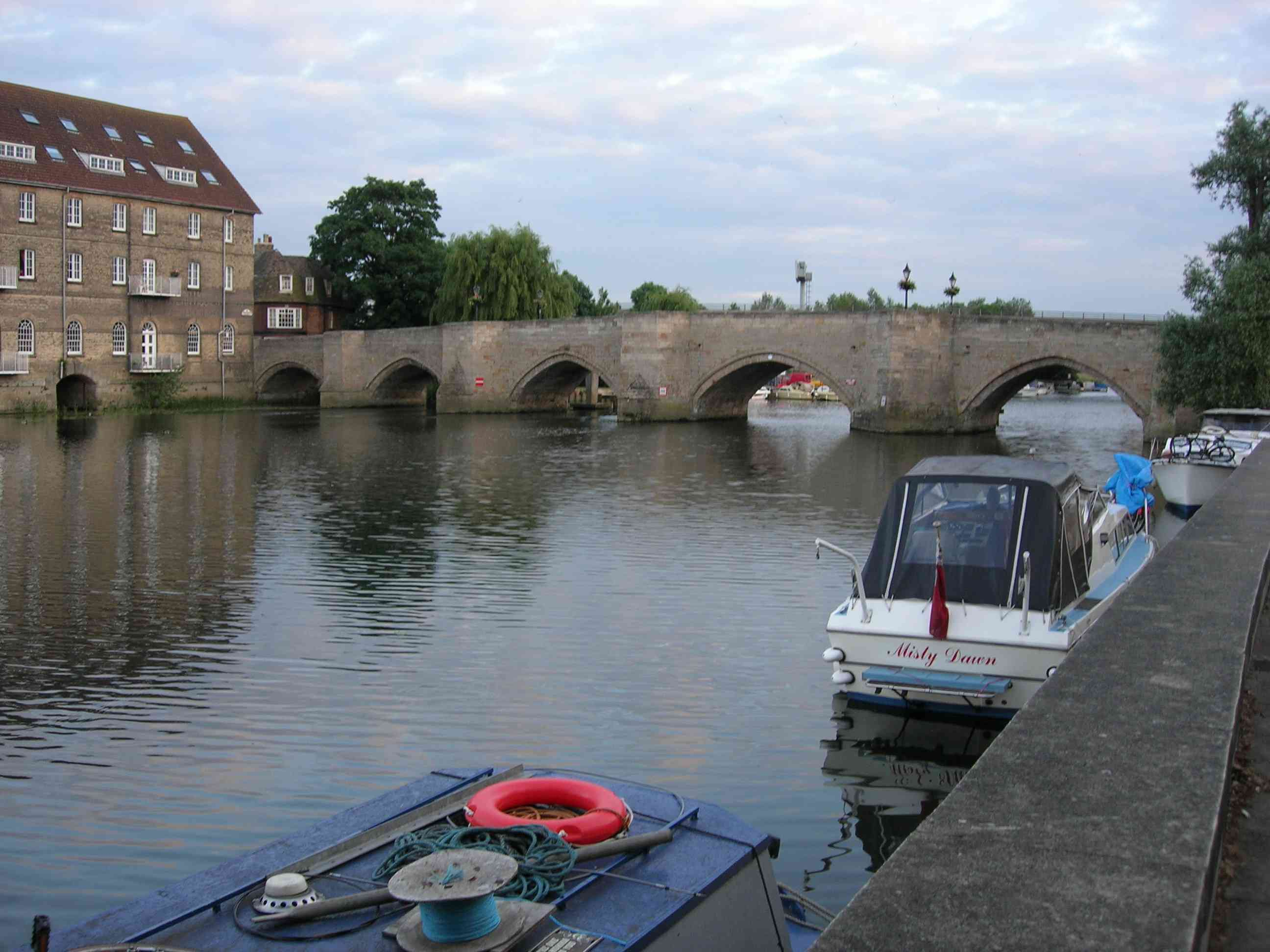
Brücke in Huntingdon über den Fluss Great Ouse
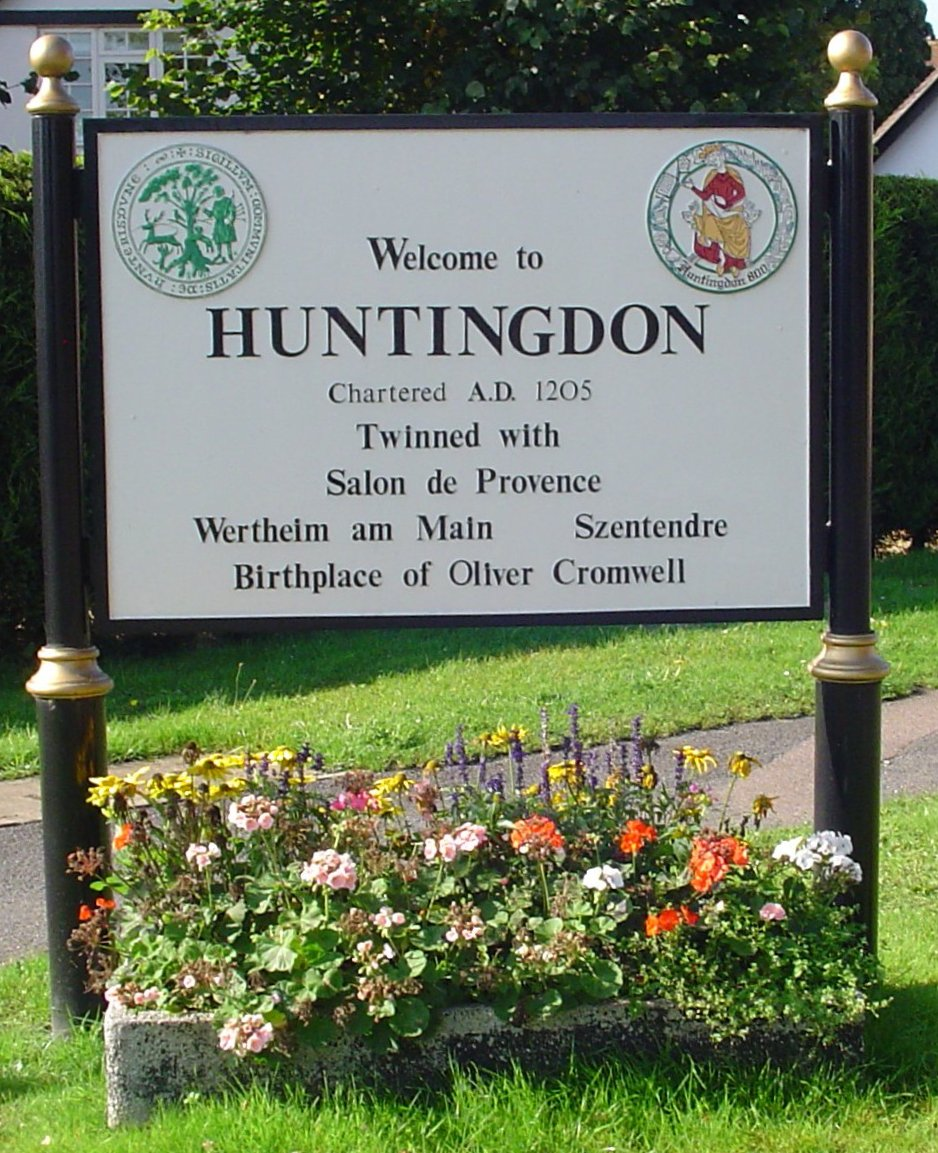
Ortstafel mit Hinweis auf die Partnerstädte